# Heteroliodon fohy
Heteroliodon fohy är en ormart som beskrevs av Glaw, Vences och Nussbaum 2005. Heteroliodon fohy ingår i släktet Heteroliodon och familjen snokar. IUCN kategoriserar arten globalt som starkt hotad. Inga underarter finns listade i Catalogue of Life.
Arten förekommer med två från varandra skilda populationer på norra Madagaskar upp till 200 meter över havet. Habitatet utgörs av torra lövfällande skogar i områden med kalksten. Heteroliodon fohy kan i viss mån anpassa sig till skogsbruk.